# Spoorwegknooppunt Blauwkapel

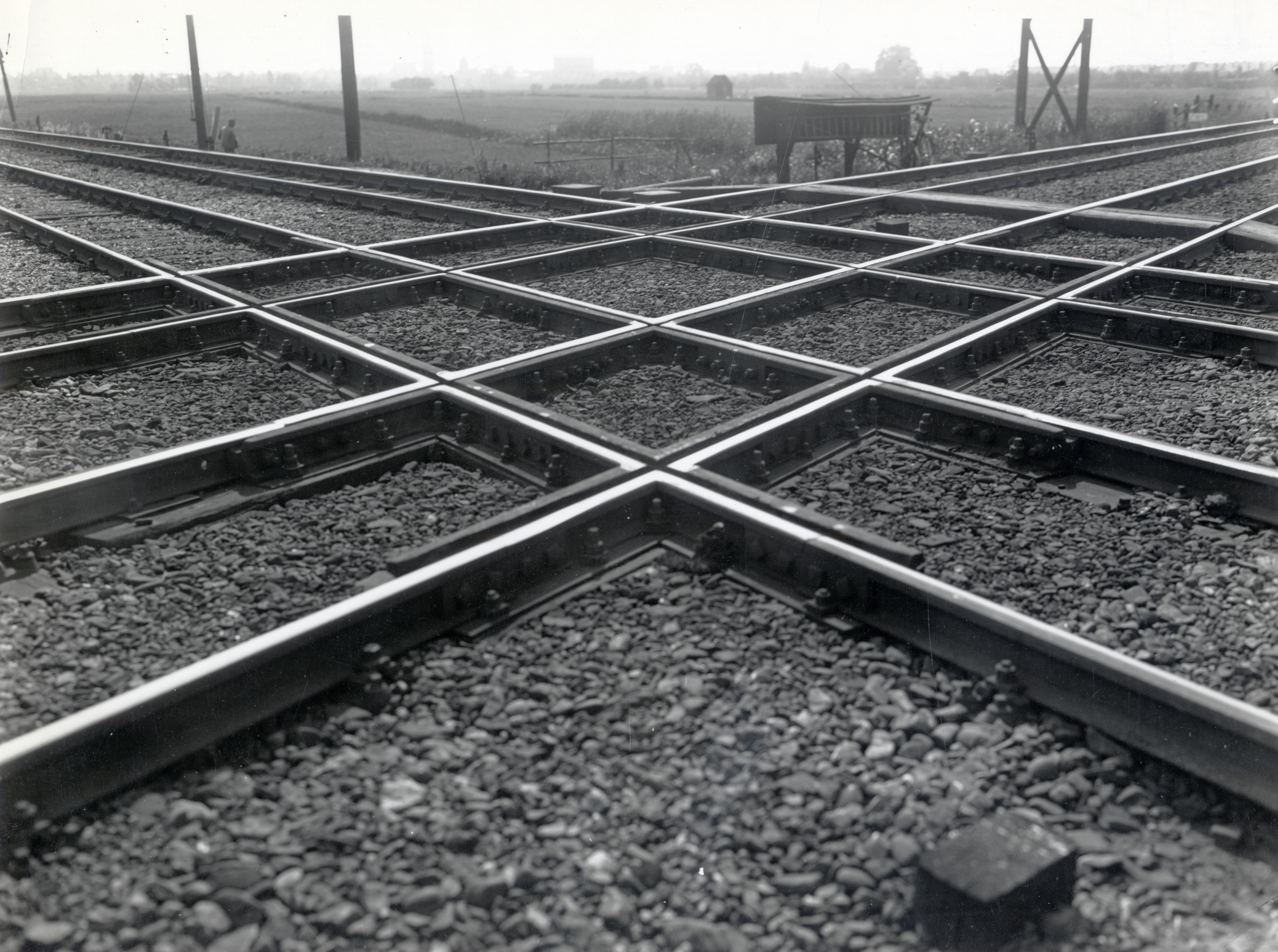
De haakse en gelijkvloerse kruising van spoorlijnen op het knooppunt Blauwkapel; 1935.

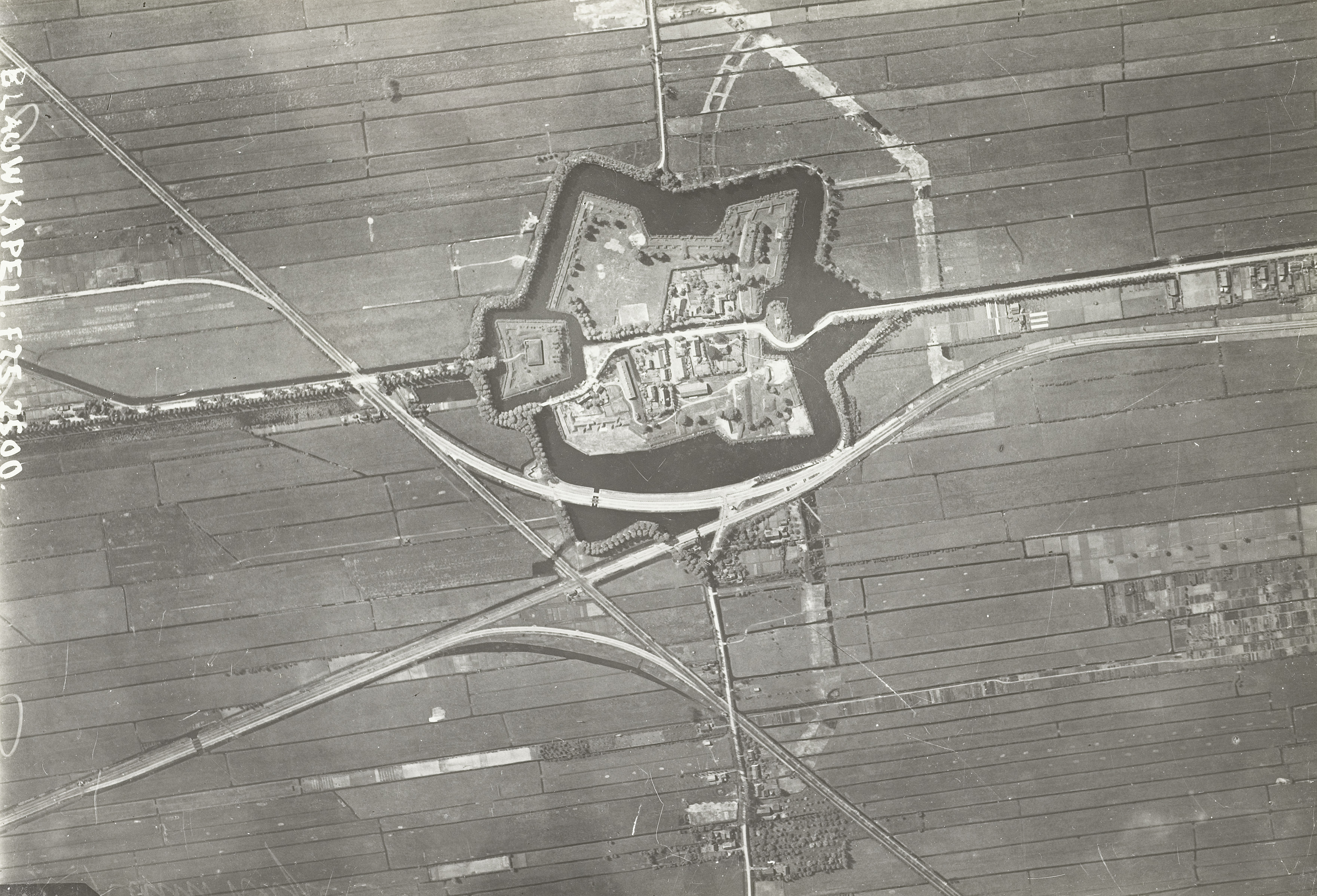
Luchtfoto van Fort Blauwkapel en het Spoorwegknooppunt Blauwkapel; circa 1920-1940.

Blauwkapel (geografische afkorting Bkp) is de naam van een spoorwegknooppunt bij de Utrechtse plaats Blauwkapel.
De spoorlijn Utrecht – Amersfoort (geopend in 1863) kruiste hier sinds de opening van de spoorlijn Hilversum - Lunetten (in 1874) met een haakse kruising.
Sinds 1905 is er een verbindingsboog Amersfoort – Maliebaan (ooit voor goederenvervoer en nu nog voor de pendeldienst Utrecht Centraal – Utrecht Maliebaan) en sinds 1921 een verbindingsboog Hilversum – Utrecht Centraal.
Blauwkapel is ook de naam van twee voormalige spoorweghaltes. Deze haltes lagen vlak bij elkaar, beide aan een overweg in de Voordorpsedijk:
- Aan de Oosterspoorweg. Deze halte Blauwkapel was geopend van 10 juni 1874 tot 1911 en lag tussen de huidige stations Utrecht Overvecht en Hollandsche Rading.
- Aan de Centraalspoorweg tussen Utrecht en Zwolle. Deze halte lag tussen de huidige stations Utrecht Overvecht en Bilthoven.

Sinds de elektrificatie van de spoorlijnen in 1942 was er een speciale constructie nodig bij de bovenleiding van de vrijwel loodrechte kruising, om te voorkomen dat de stroomafnemers achter de kruisende draad bleven haken.
Sinds de spoorlijn van Utrecht Centraal in de richting Amersfoort tot voorbij Blauwkapel is verdubbeld tot vier sporen zijn er ter hoogte van Blauwkapel vier sporen: de twee noordelijkste, aangelegd tussen 1988 en 1998, zijn voor de Intercity's en rijden over een viaduct op het linker spoor; de twee zuidelijke zijn alleen nog voor de Sprinters. Een kilometer oostelijker komen de sporen samen en rijden Intercity's en Sprinters op hetzelfde spoor. De lijn richting Amersfoort is verder tweesporig.
Tot 2022 kruiste hier de tweesporige spoorlijn Hilversum – Maliebaan – Lunetten, onder een hoek van ongeveer 70°.
Tijdens het Hemelvaartweekend (26 mei-29 mei) van 2022 is de gelijkvloerse kruising opgebroken. Sinds de buitendienststelling en opbraak in 2012 van het spoor tussen Maliebaan en Lunetten was de verbinding richting Station Maliebaan uitsluitend nog van belang als verbinding tussen het Spoorwegmuseum en de rest van het spoorwegnet. Hiervoor bleef alleen een enkelsporige verbinding verbindingsboog Amersfoort – Maliebaan in gebruik die nog wordt gebruikt voor de Pendeldienst Utrecht Centraal - Utrecht Maliebaan.